# Elisha J. Winter
Elisha J. Winter (* 15. Juli 1781 in New York City; † 30. Juni 1849 in Lexington, Kentucky) war ein US-amerikanischer Politiker. Zwischen 1813 und 1815 vertrat er den Bundesstaat New York im US-Repräsentantenhaus.

## Werdegang
Elisha J. Winter wurde während des Unabhängigkeitskrieges in New York City geboren. Er zog um 1806 in den Teil des Township von Peru im Clinton County, welcher heute das Township von Ausable einschließt. Dort ging er der Erzförderung nach. Politisch gehörte er der Föderalistischen Partei an.
Bei den Kongresswahlen des Jahres 1812 für den 13. Kongress wurde Winter im zwölften Wahlbezirk von New York in das US-Repräsentantenhaus in Washington, D.C. gewählt, wo er nach dem 4. März 1813 die Nachfolge von Arunah Metcalf antrat. Im Jahr 1814 erlitt er bei seiner Wiederwahlkandidatur eine Niederlage und schied nach 3. März 1815 aus dem Kongress aus.
Nach seiner Kongresszeit zog er auf eine Farm bei Lexington im Fayette County, wo er als Farmer tätig war. Er half auch dort bei dem Bau der ersten Eisenbahn. Später war er Präsident der Lexington & Ohio Railroad. Am 30. Juni 1849 verstarb er in Lexington und wurde dann auf dem gleichnamigen Friedhof beigesetzt.